# Nahan
Nahan là một thành phố và là nơi đặt hội đồng đô thị (municipal council) của quận Sirmaur thuộc bang Himachal Pradesh, Ấn Độ.

## Địa lý
Nahan có vị trí 30°33′B 77°18′Đ / 30,55°B 77,3°Đ Nó có độ cao trung bình là 559 mét (1833 feet).

## Nhân khẩu
Theo điều tra dân số năm 2001 của Ấn Độ, Nahan có dân số 25.972 người. Phái nam chiếm 54% tổng số dân và phái nữ chiếm 46%. Nahan có tỷ lệ 80% biết đọc biết viết, cao hơn tỷ lệ trung bình toàn quốc là 59,5%: tỷ lệ cho phái nam là 83%, và tỷ lệ cho phái nữ là 77%. Tại Nahan, 11% dân số nhỏ hơn 6 tuổi.